# Syngonanthus magnificus
Syngonanthus magnificus là một loài thực vật có hoa trong họ Eriocaulaceae. Loài này được Giul. miêu tả khoa học đầu tiên năm 1996.